# Davle
Davle (en allemand : Dawle) est un bourg (městys) du district de Prague-Ouest, dans la région de Bohême-Centrale, en République tchèque. Sa population s'élevait à 1 765 habitants en 2020.

## Géographie
Davle est arrosée par la Vltava et se trouve à 21 km au sud de Prague.
La commune est limitée par Klínec au nord-ouest, par Měchenice au nord, par Březová-Oleško et Petrov à l'est, par Hradištko, Štěchovice au sud, par Hvozdnice au sud-ouest et par Líšnice.

## Histoire
La première mention écrite de la localité date de 999.